# Agoda
Agoda è un'azienda di servizi per prenotazioni alberghiere online che ha inizialmente concentrato la sua attività nella regione dell'Asia, con sedi a Singapore, Bangkok, Hong Kong, Kuala Lumpur, Phuket, Bali, Sydney, Tokyo, Seul, Pechino, Shanghai, Manila e Budapest.
Agoda Company Pte Ltd fa parte di Booking Holdings.

## Storia
La società è stata creata alla fine degli anni '90 da Michael Kenny con il nome di PlanetHoliday.com. L'idea iniziale era di utilizzare la potenza nascente dei motori di ricerca per colmare il vuoto percepito nel settore degli hotel e delle informazioni turistiche. PlanetHoliday è stato uno dei primi siti web per prenotazioni di hotel, settore che si è successivamente sviluppato fino a diventare un business da miliardi di dollari.
Kenny, originario di Long Island, New York, emigrò in Thailandia nei primi anni '90 e creò il sito web con una piccola operazione, sull'isola di Phuket. Il sito web (e l'azienda nel suo complesso) è sopravvissuto a diversi eventi imprevisti catastrofici, compreso il "dot com" crollo del 2000-2001, così come gli attentati terroristici dell'11 settembre di New York, la SARS nel 2003, che hanno entrambe devastato l'industria del turismo.
Nel 2002, la base operativa si trasferì da Phuket a Bangkok e nel 2003 PrecisionReservations.com è stato aggiunto come sito web partner progettato per vendere online attraverso altri siti web affiliati. Più tardi, nel 2005, PlanetHoliday.com e PrecisionReservations.com sono state raggruppate sotto Agoda Company Pte. Ltd.

## Acquisizione

Logo con slogan

Nel novembre del 2007 Agoda Company è stata acquisita da Priceline.com (NASDAQ: PCLN) diventando la loro terza acquisizione internazionale.
Attualmente Agoda offre accesso ad oltre 335.000 hotel in tutto il mondo con più di 1300 impiegati in tutto il mondo rappresentativi di oltre 25 paesi. Il sito internet è disponibile in 38 lingue comprese fra le altre l'italiano, l'inglese, il francese, lo spagnolo, il cinese, il giapponese, il coreano, il russo e l'arabo.

## Premi
Agoda ha ricevuto il premio Best Accommodation website in Asia per il 2008 in occasione del TravelMole Web Awards per l'Asia.

Il 9 maggio 2012 Agoda è stata nuovamente premiata da TravelMole come Favourite Online Travel Site in occasione del TravelMole and EyeforTravel Online Travel Innovation Awards 2012.